# Tecido linfático associado ao intestino
Para a enzima galactosa-1-fosfato uridiltransferase ver GALT (enzima).
O tecido linfático associado ao intestino ou GALT (do inglês gut-associated lymphoid tissue) é uma denominação normalmente dada ao tecido imunitário do trato gastrointestinal. Protege o corpo duma invasão microbiana procedente do intestino. O GALT é um exemplo de tecido linfoide associado às mucosas (MALT).

## Estrutura
O tecido linfoide do trato gastrointestinal compreende os seguintes elementos:
- Tonsilas ou amígdalas (anel de Waldeyer); consideradas O-MALT
- Adenoides ou tonsilas faríngeas
- Placas de Peyer
- Agregados linfóides do apêndice vermiforme e intestino grosso
- Tecido linfático acumulado com a idade no estômago
- Pequenos agregados linfoides do esófago
- Células linfoides distribuídas difusamente e células plasmáticas da lâmina própria do intestino.

## Função
O tracto digestivo é um importante componente do sistema imunitário do corpo. De facto, o intestino possui a maior massa de tecido linfático do corpo humano. O GALT é constituído por vários tipos de tecido linfático que armazena células imunitárias, como linfócitos T e B, que nos defendem dos patogénicos.
Novas investigações indicam que o GALT pode ser um sítio importante de actividade do VIH, mesmo após os tratamentos reduzirem em muito a recontagem de VIH no sangue periférico.

## Galería de imagens

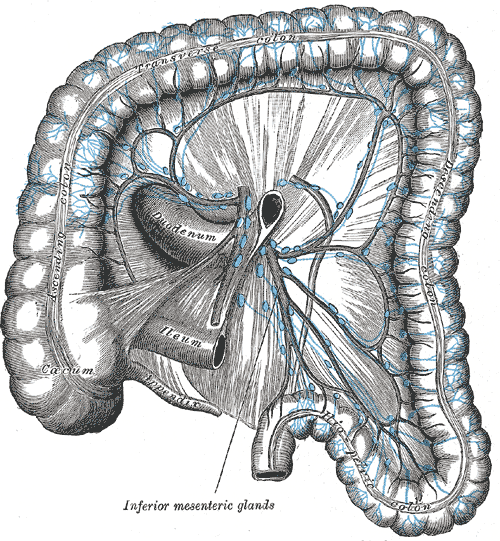
Vasos linfáticos do cólon.
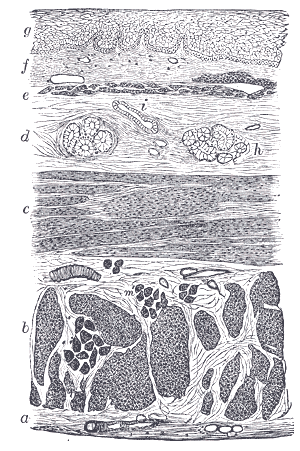
Secção do esófago humano.
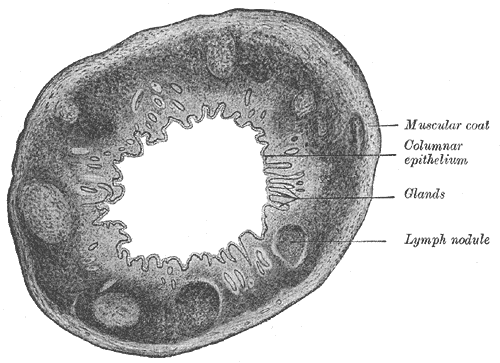
Secção transversal do apêndice vermiforme humano. X 20.
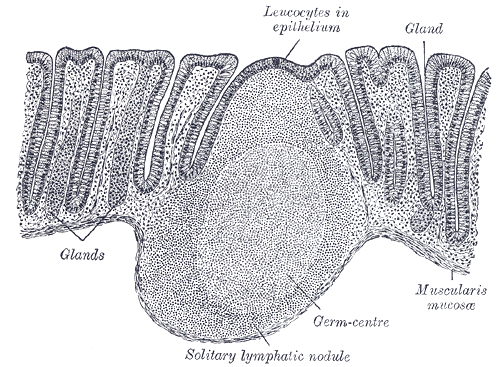
Secção da membrana mucosa do recto humano. X 60.